# Abbaye de Hailes
L'abbaye de Hailes ou Hayles est une ancienne abbaye cistercienne située près de Winchcombe, dans le Gloucestershire, en Angleterre, et aujourd'hui en ruines.

## Histoire
L'abbaye est fondée en 1245 ou 1246 par Richard, comte de Cornouailles, et frère cadet du roi Henri III d'Angleterre, dans le manoir de Hailes que le roi lui avait donné. Richard de Cornouailles décide de créer cette abbaye après avoir survécu à un naufrage. Il fait venir des moines cisterciens de l'abbaye de Beaulieu (Hampshire). Richard y est inhumé à sa mort en 1272. Ce manoir avait vu naître le célèbre théologien Alexandre de Hales (1180-1245). 
Les bâtiments monastiques furent entièrement construits en une seule fois en 1277, et furent consacrés lors d'une grande cérémonie à laquelle assistèrent le roi, la reine et quinze évêques.
L'abbaye devint un lieu de pèlerinage quand Edmond, le fils de Richard de Cornouailles, donne à la communauté de moines une ampoule contenant le sang du Christ, qu'il avait achetée en Allemagne en 1270. Cette relique provoque une augmentation du nombre de pèlerinages, qui permet la construction de nombreux bâtiments.
À la suite de la Bataille de Bramham Moor en 1408, l'un des abbés, considéré comme un rebelle, est tué.
Au XVIe siècle, lors du schisme avec Rome, les commissaires envoyés par le roi Henri VIII pour inspecter les monastères du royaume déclarèrent que la fameuse ampoule ne contenait rien d'autre que du sang de canard, régulièrement renouvelé. Dans l'espoir de sauver son abbaye, l'abbé Stephen Sagar le reconnut. Pourtant, l'abbaye fut l'un des derniers établissements monastiques à être supprimé, et les commissaires du roi n'en prirent possession qu'à Noël 1539.
L'aile ouest, qui contenait les appartements de l'abbé, devint une maison particulière, et fut la demeure de la famille Tracy au XVIIe siècle. Au XXIe siècle, il ne reste de l'abbaye que quelques arches et fondations de murs dans l'herbe ainsi qu'une petite église avec des fresques médiévales, qui sont à la charge du National trust et de l'English Heritage.

## Galerie

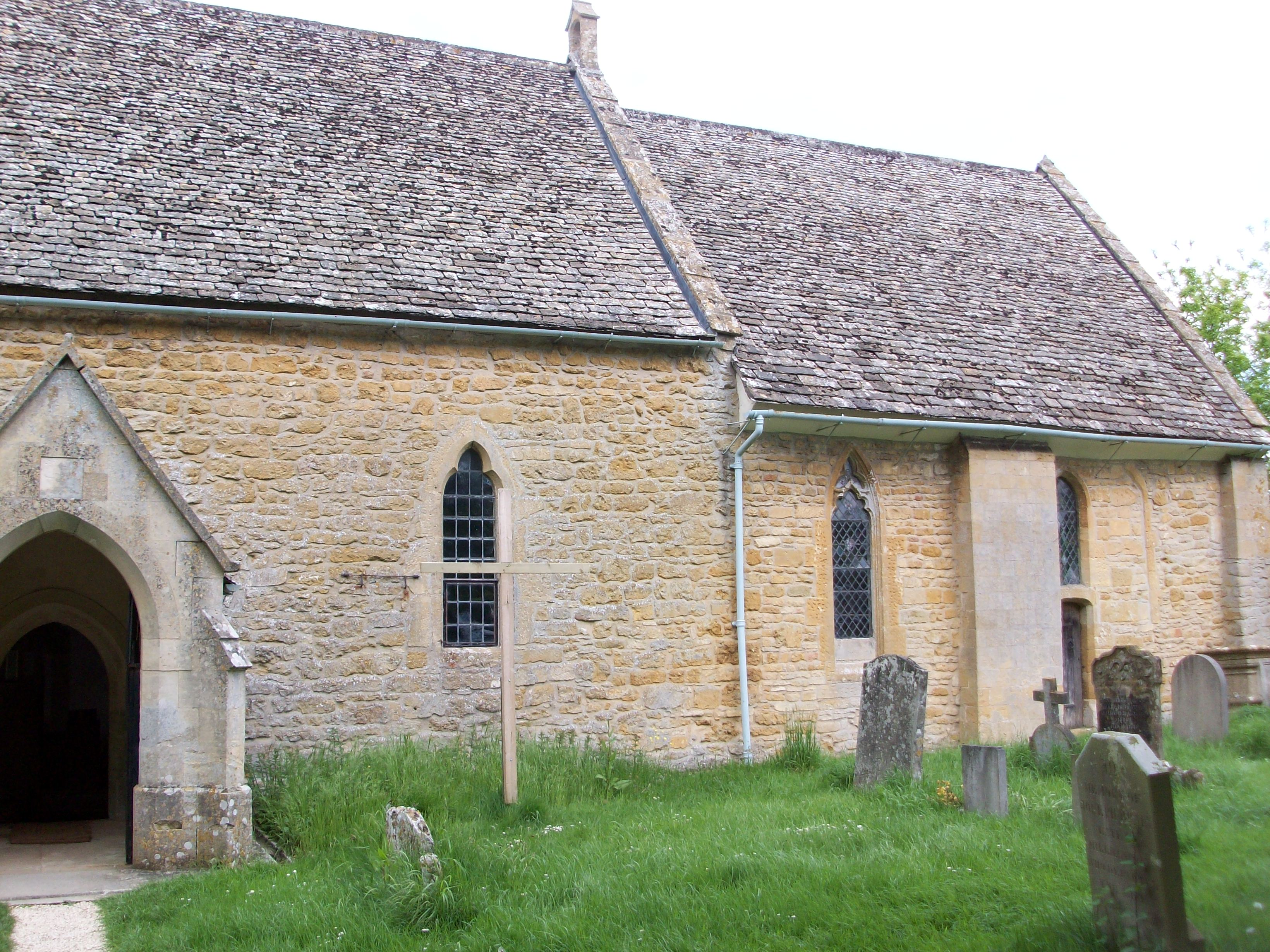
L'église subsistante.
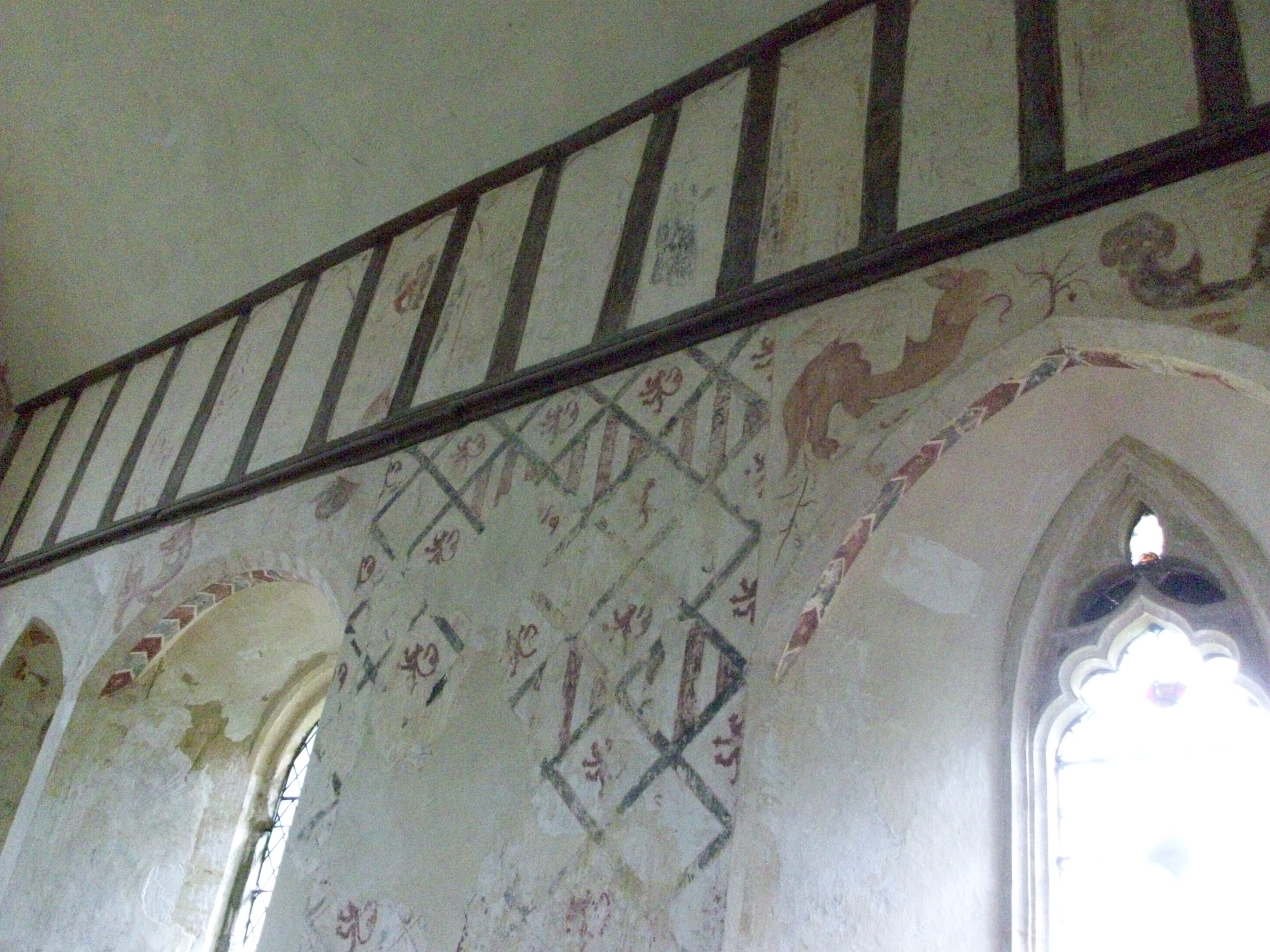
Détail des fresques médiévales.
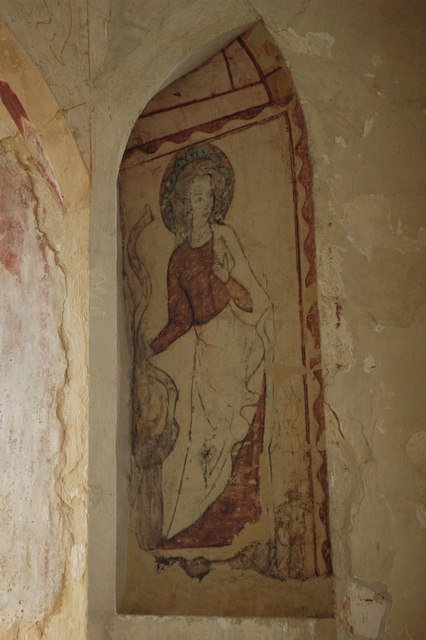
Fresque représentant Cécile de Rome dans l'église.
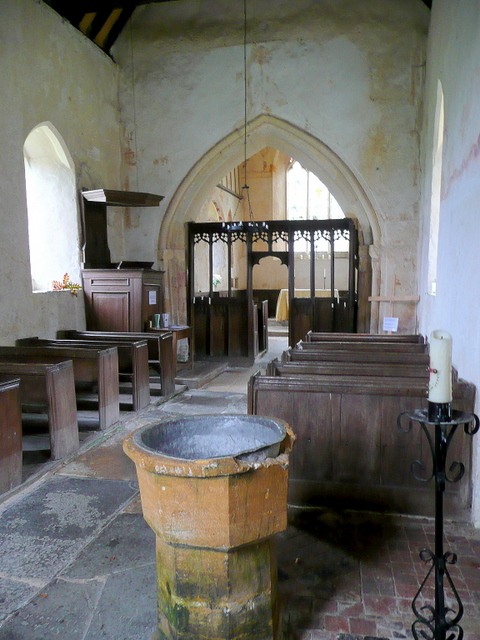
L'intérieur de l'église, avec un baptistère, des bancs et une chaire.